# Symbiocladius chattahoocheensis
Symbiocladius chattahoocheensis är en tvåvingeart som beskrevs av Caldwell 1984. Symbiocladius chattahoocheensis ingår i släktet Symbiocladius och familjen fjädermyggor. Inga underarter finns listade i Catalogue of Life.